# Cémentochronologie
La cémentochronologie est une technique pour estimer l'âge au décès d'un individu et documenter la saisonnalité de la mort. Elle est utilisée en biologie animale pour l’étude des populations actuelles et archéologiques mais son utilisation est croissante en anthropologie dans le contexte archéologique ou médico-légal.

La cémentochronologie est une des disciplines de la squelettochronologie qui porte sur les marqueurs au sein des éléments squelettiques des vertébrés et donc, d'une façon plus générale, de la sclérochronologie qui porte sur l'étude des tissus durs chez les animaux. Cette méthode est désormais très largement utilisée en archéologie pour documenter la saisonnalité de prédation des animaux trouvés en contexte préhistorique.

## Principes
La cémentochronologie se fonde sur les phénomènes cycliques s'exprimant tout au long de la vie de l'individu et requiert l’analyse histologique du cément dentaire (c.-à-d. l’ensemble des tissus conjonctifs minéralisés recouvrant les surfaces radiculaires des dents). Une dent se compose de deux parties : la racine, qui est implantée dans la mâchoire, et la couronne, qui est extérieure et libre. La dent est constituée d’ivoire. Au niveau de la racine, l’ivoire est recouvert d’une matière appelée le cément. Le cément est, comme un os, constitué de cellules osseuses et de canaux vasculaires. C'est un tissu osseux, constitué d’hydroxyapatite et de fibres de collagène, qui se dépose le long des racines des dents des mammifères, depuis leur formation jusqu’à la mort de l’animal,. Chez presque tous les groupes de mammifères terrestres et marins des couches périodiques de céments sont observées. Dans les dents composées comme celles de l’éléphant, le cément recouvre non-seulement la racine, mais toute la couronne, tout l’émail de la couronne.
La méthode couramment utilisée de nos jours est celle de l’analyse des anneaux du cément. Le cément s'appose de manière cyclique aussi longtemps que la dent est présente sur l'arcade dentaire, et ce indépendamment de la vitalité pulpaire, de telle sorte que l'épaisseur du cément augmente au cours du vieillissement. Les travaux déjà réalisés, en particulier ceux de Charles et al. (1986) ont permis d'établir que le rythme de dépôt des anneaux de cément est, dans la quasi-totalité des cas, annuel. La méthode d'analyse des anneaux de cément dentaire repose sur l'observation de l'apposition cyclique du cément radiculaire. Le dénombrement des dépôts annuels d'un type de cément (le Cément Acellulaire à Fibres Extrinsèques - CAFE) caractérisés en microscopie optique par des alternances de bandes claires et sombres, ajouté à l’âge de l’achèvement de l’édification radiculaire permet donc de déduire l’âge au décès du sujet. Une bande large et translucide ou "zone 1" va se former en période d'accroissement de la cémentogénèse ; Une bande sombre et étroite ou annulus va se former durant une période correspondant à un ralentissement de ce phénomène. Cette méthode serait la plus fiable dont on dispose actuellement pour déterminer l’âge des individus adultes.

Il y a quelques limites à cette méthode, essentiellement sur le choix des échantillons. Par exemple, il est nécessaire d’utiliser des dents saines. Pour des individus archéologiques, il faut prélever des dents encore incluses dans la mandibule (ou le maxillaire) de manière à s'assurer que le cément n'a pas été altéré.

## Histoire
Dès le XVIè siècle, Bartolomeo Eustachi, professeur à Rome, a cherché à expliquer l’implantation des dents sur les maxillaires, en la comparant à celle de l’ongle dans la peau. C’est Eustachi qui aurait distingué le cément, qu’il assimilait à l’écorce d’un arbre.
La première méthode de datation dentaire a été mise au point dans les années 1950 par G.Gustafson. Les critères pris en compte pour estimer l’âge au décès des adultes sont : le degré d'abrasion, la dentine secondaire, le cément, la résorption radiculaire, la transparence de la racine et la régression gingivale. Les résultats, obtenus à partir de sections sagittales effectuées dans des dents antérieures, ont montré une marge de fiabilité de l'ordre de plus ou moins 5 ans. Cette méthode a été comparée à une méthode d’observation directe qui n’a pas été clairement définie mais qui reposerait essentiellement sur le degré d’usure dentaire.
Une autre méthode mise au point par Timothy Bromage et Christopher Dean en 1985 propose d'utiliser la structure de l'émail dentaire comme critère d'âge individuel. Ainsi, l'étude microscopique des stries de croissance de l'émail dentaire, externes (perikymaties) ou internes (stries de Retzius) a été mise au point pour tenter de préciser l'âge des individus.
La cémentochronologie a initialement été appliquée à l’étude des populations animales dès les années 1950 puis parallèlement à son application en archéozoologie, la cémentochronologie sur dents humaines a été utilisée dans le cadre de la médecine légale. Dès 1970, Mina et Klevezal relient pour la première fois chez l'Homme le nombre des anneaux cémentaires à l’âge civil. ll faudra attendre 12 ans pour que d’autres spécialistes de la biologie animale associés à un odontologiste renouvellent l’expérience.
Depuis, cette méthode est largement employée car elle offre un accès à une lecture directe de l’âge chronologique et des travaux présentent des résultats parmi les plus fiables avec des taux de corrélation pouvant atteindre 0,98. Malgré ces résultats, la méthode demeure discutée car les phénomènes physiologiques à l’origine des dépôts annuels restent mal compris. La structure alternée des dépôts pourrait être déterminée par des facteurs génétiques mais serait également sous l'influence de processus physiologiques et biomécaniques en lien avec l’alimentation et/ou l’environnement.

## Technique
Les techniques de préparation diffèrent selon les disciplines ou l'ancienneté du matériel considéré. Sur des dents actuelles, des techniques histologiques classiques nécessitant une décalcification des tissus et une coloration du collagène sont utilisées. Pour les dents archéologiques où le collagène peut être mal préservé, la dent est incluse dans une résine epoxy, particulièrement indiquée pour l'imprégnation d'échantillons poreux et fragiles. Après polymérisation (entre 12 et 15 heures à 20 °C), la préparation est placée dans une tronçonneuse de précision équipée d'une lame diamantée afin de réaliser des coupes de la racine. Des coupes de 80 à 120µm d’épaisseur sont réalisées. Ces préparations sont ensuite nettoyées et éventuellement polies, puis montées sur lames. Une fois les préparations effectuées, les lames sont placées sur la platine d’un microscope. L’acquisition des microphotographies est réalisée grâce à une caméra numérique. La sélection des champs peut s’opérer à des grossissements de 50x et 100x mais l’acquisition pour le comptage des anneaux cémentaires sur dents humaines est effectuée à 400x.
L’utilisation de la cémentochronologie en contexte archéologique conduit à observer des structures microscopiques vieilles parfois de plusieurs dizaines de milliers d’années. Il est donc essentiel d’identifier les phénomènes qui peuvent gêner l’observation et en biaiser potentiellement l’interprétation. La météorisation, ou « weathering », est le phénomène le plus souvent évoqué. Son expression consiste d’abord en l’apparition puis le développement d’une fissuration de la racine et de plages de décollement au contact de la dentine. La région affectée correspond à une zone de changements minéralogiques et structuraux majeurs, donc une zone de faiblesse. Un deuxième réseau de fissures peut ensuite être généré. Les fissures partent alors de la surface externe du cément jusqu’à la zone granuleuse de Tomes et sont perpendiculaires aux bandes de cément. Poussée, cette altération peut entraîner une perte de l’ensemble des dépôts de cément. Si ces modifications engendrent une gêne indéniable lors de l’étude cémentochronologique, les dents présentant ce type de modification sont facilement identifiées et écartées de l’étude.

## Critiques de la méthode
Cette méthode a fait face à certaines réserves. En effet, certains histologistes mettent en avant le fait que les stries de l’émail ne seraient que des structures anatomiques comme les autres. Il est également possible que la variabilité observée dans les stries de différents individus soient dues à la variation génétique intra-populationnelle.
La destruction de l’élément anatomique étudié est un autre obstacle de la méthode notamment dans les domaines de l'archéologie et de la paléontologie où les techniques non destructives sont favorisées. De plus, l'application du protocole de préparation et d'observation nécessite du matériel de laboratoire et une certaine expérience. Le manque de standardisation lors de la préparation peut induire des biais qui peuvent influer sur la précision de la méthode et peuvent conduire à des avis divergents quant à son efficacité et sa reproductibilité. La phase de comptage peut également conduire des erreurs entre les différents observateurs. Enfin, la méconnaissance des phénomènes physiologiques à l'origine des dépôts représente un verrou à lever.
En dépit de ces inconvénients, cette technique permet d'accéder à un indicateur très fortement corrélé à l'âge chronologique et permet d'estimer l'âge au décès d'un adulte avec une précision inégalée par les autres techniques dentaires et osseuses. La cémentochronologie permet d'améliorer la précision des résultats en biologie animale, en archézoologie, en anthropologie, médecine et odontologie légale.